# Cosimo Merlini

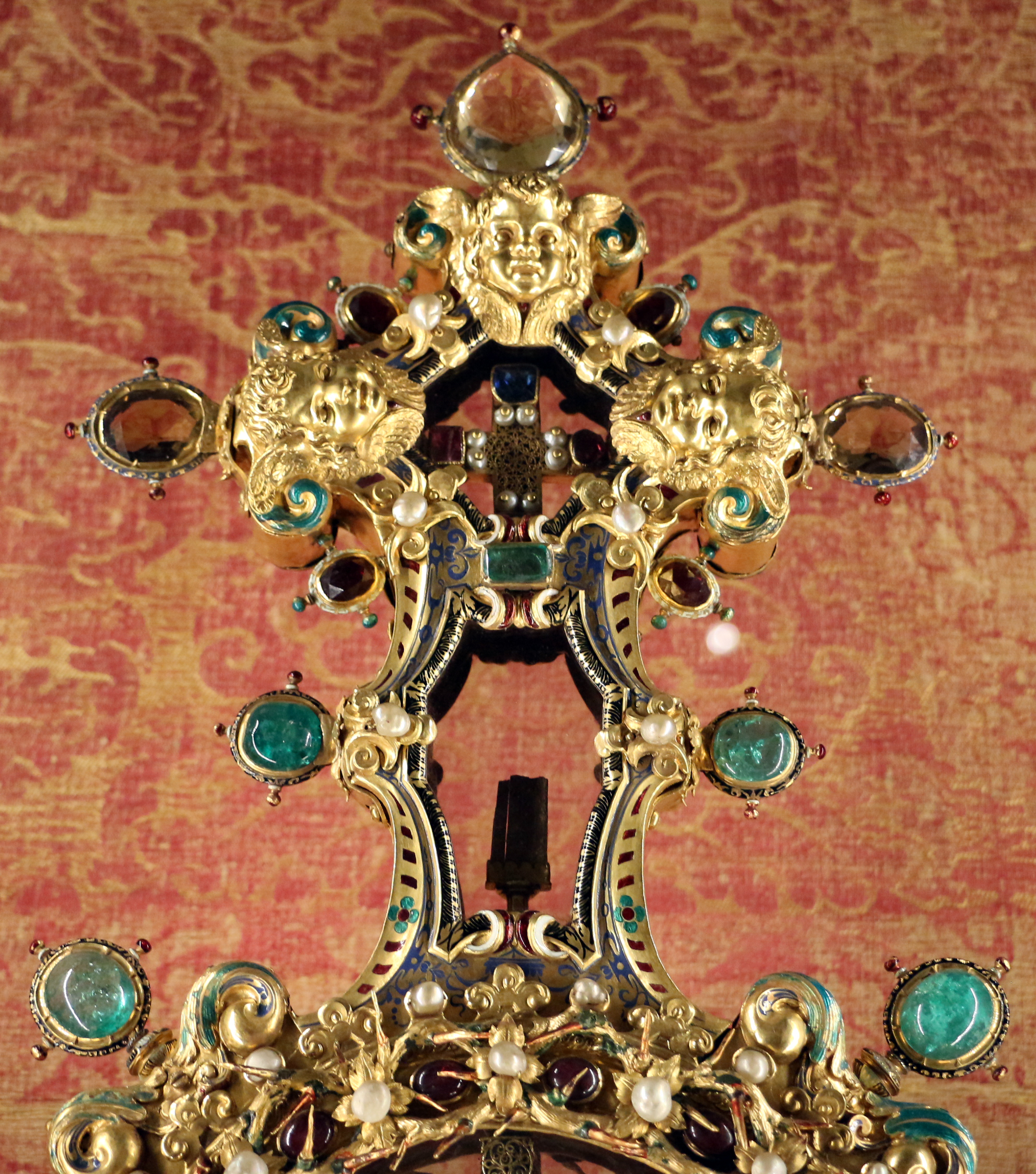
La sommità della stauroteca dell'Opera del Duomo di Firenze, con un grande topazio che riproduceva il celebre diamante fiorentino

Cosimo Merlini, detto il Vecchio (Bologna, 6 ottobre 1580 – Firenze, 15 dicembre 1641), è stato un orafo italiano.

## Biografia
Figlio primogenito dell'orefice Evangelista e fratello di Pietro Paolo e Francesco, esercitanti lo stesso mestiere, si formò verosimilmente nella bottega paterna e dovette acquisire una certa perizia e fama nella sua città di origine. Nel 1603 si sposò con Dorotea di Pietro Riva, che gli diede poi due figli che seguirono le sue orme professionali. 
Non si conoscono tuttavia opere né documenti nella sua città d'origine, e a fine del 1614 lo si trova a Firenze, già inserito nelle botteghe granducali e destinatario di alcune importanti commissioni dalla famiglia granducale. La prima documentata è la realizzazione di due candelabri d'oro su anima lignea per la basilica della Santa Casa di Loreto, promossa alla vigilia del Natale di quell'anno dalla granduchessa Maria Maddalena d'Austria (opere perdute). 
Poco dopo il granduca stesso, Cosimo II, gli affidò la composizione di un nuovo reliquiario per una stauroteca bizantina in possesso della cattedrale fiorentina e oggi al Museo dell'Opera del Duomo, che viene considerata uno dei maggiori capolavori dell'oreficeria fiorentina di quel secolo, eseguita dal settembre 1615 al settembre 1618. Nel 1620 la granduchessa gli commissionò un'altra stauroteca per la basilica di Santa Maria dell'Impruneta, che contenesse due frammenti della Vera Croce donati nel XV secolo da Pippo Spano. 
Il successo professionale è testimoniato in quei primi anni dall'acquisto di alcuni terreni e case nei dintorni dell'Impruneta che, dati in gestione, rendevano bene e permettevano la rivendita di una parte del raccolto alla Dispensa granducale. La sua residenza cittadina invece era, e sarà sempre, nel quartiere di Santo Spirito, non lontano dalla reggia granducale.

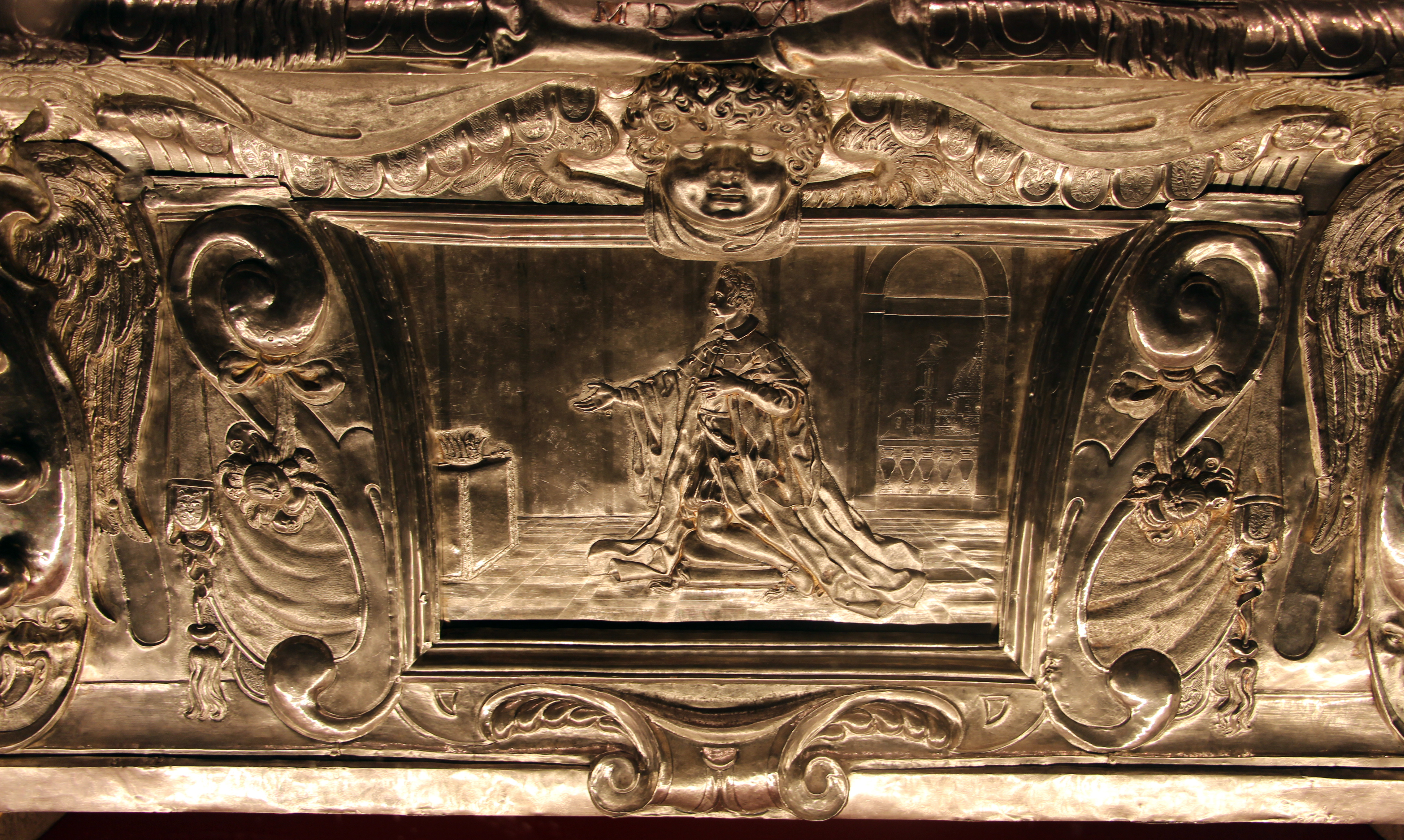
Parte centrale dell'urna dei santi Marco papa, Amato abate e Concordia martire, con la rappresentazione del granduca Cosimo II in preghiera, derivata dall'altare di san Carlo mai inviato a Milano

Tra il 1618 e il 1624 fu all'opera per una altro grandioso progetto di Cosimo II, il paliotto d'oro e pietre dure che i Medici donarono all'altare di San Carlo Borromeo nel Duomo di Milano, disegnato da Giulio Parigi e alla cui realizzazione il Merlini poté contare su un vasto numero di aiutanti specializzati in varie discipline. L'opera non fu tuttavia pronta per chiedere la guarigione di Cosimo II de' Medici dalla sua malattia, poiché nel frattempo egli spirò (1621), e l'altare rimase nella guardaroba di palazzo Vecchio, finché nel XVIII fu smembrato e in parte distrutto (resta oggi solo il riquadro centrale col granduca in ginocchio nel Tesoro dei Granduchi a palazzo Pitti). 
Solo nel 1622 il Merlini chiese di essere immatricolato nella corporazione degli orefici, probabilmente perché in quel periodo inuagurò una propria bottega sul ponte Vecchio, aperta anche alla committenza privata, in cui lavorava anche suo fratello Pietro Paolo. 
Lo stesso anno la famiglia Medici gli commissionò per la basilica di San Lorenzo l’urna-reliquiario dei santi Marco papa, Amato abate e Concordia martire (le cui ossa erano state trovate sotto l'altare della basilica), completata in appena cinque mesi.
Tra le commissioni minori, si occupò della fabbricazione e della riparazione di vasi e suppellettili per la tavola e la toeletta della corte, per arredi liturgici di vari istituti religiosi di Firenze e del suo contato. 
Negli ultimi anni i rapporti con la corte proseguirono, sebbene la commissioni di opere di maggiore impegno divenne più saltuaria, come in occasione della realizzazione di un ostensorio per San Lorenzo, voluto da Vittoria della Rovere nel 1638.
I suoi figli, Giovan Battista e Marc’Antonio, furono pure orefici; da quest'ultimo nacquero e proseguirono la tradizione familiare Cosimo il Giovane e Lorenzo.